# Pegylis pilosa
Pegylis pilosa är en skalbaggsart som beskrevs av Marc Lacroix 2008. Pegylis pilosa ingår i släktet Pegylis och familjen Melolonthidae. Inga underarter finns listade i Catalogue of Life.